# فابیو بالدز
فابیو بالدز (انگلیسی: Fabio Baldas؛ زادهٔ ۱۹ مارس ۱۹۴۹) یک داور فوتبال اهل ایتالیا است.
وی سابقه قضاوت در جام جهانی فوتبال ۱۹۹۴ را دارد.